# How Soon Is Now? (t.A.T.u.-dal)
A How Soon Is Now?(magyarul:Milyen hamar lesz Most?) az orosz t.A.T.u. angol dala a 200 km/h in the Wrong Lane (2002) című albumról. A dalt 2002-ben forgatták és 2003. Július 7-én jelent meg.
A dal a t.A.T.u. mindennapjait mutatja be.

## t.A.T.u. Dal lista
Orosz promo CD
1. "How Soon Is Now?"
2. "30 Minutes"
3. "Nye ver, nye bojszja"

## t.A.T.u. remixek
- How Soon Is Now? (Black Remix)
- How Soon Is Now? (Paul Samplon & Phunka Remix)
- How Soon Is Now? (Remix) (feat. z.A.f.)

## t.A.T.u. értékelések
| Ország      | Helyezés |
| ----------- | -------- |
| Ausztrália  | 37       |
| Ausztria    | 37       |
| Chíle       | 1        |
| Finnország  | 8        |
| Görögország | 7        |
| Hollandia   | 23       |
| Svédország  | 10       |
| Svájc       | 21       |

## Fordítás
- Ez a szócikk részben vagy egészben  a   How_Soon_Is_Now%3F című angol Wikipédia-szócikk fordításán alapul.  Az eredeti cikk szerkesztőit annak laptörténete sorolja fel. Ez a jelzés csupán a megfogalmazás eredetét és a szerzői jogokat jelzi, nem szolgál a cikkben szereplő információk forrásmegjelöléseként.

## Külső hivatkozások
- How Soon Is Now? -YouTube videó (angolul)